# Marguerite Bourgeoys
Pour les articles homonymes, voir Marguerite Bourgeoys (homonymie).
Marguerite Bourgeoys, en religion sœur Marguerite du Saint-Sacrement, née à Troyes, en France, le 17 avril 1620 et morte le 12 janvier 1700 à Ville-Marie (Montréal) au Canada (Nouvelle-France), est la première enseignante de la ville et la fondatrice de la congrégation de Notre-Dame de Montréal, première communauté de religieuses à vocation apostolique (en d'autres mots non cloîtrées) de la colonie. 
Elle a été canonisée le 31 octobre 1982 par Jean-Paul II ; sa fête est commémorée le 12 janvier selon le Martyrologe romain.

## Enfance et départ pour le Canada
« Marguerite Bourgeoys naît en France au siècle de la guerre de Trente Ans et de la Fronde, au temps des puissantes et méthodiques réalisations de Richelieu et de Colbert, au temps des grands mystiques de l’École française, Jean-Jacques Olier, Pierre de Bérulle, Charles de Condren. Marquée par son milieu et son temps, Marguerite Bourgeoys sera à la fois grande réaliste et profonde mystique. Elle y prendra aussi figure d’avant-garde »

— Hélène Bernier.
Marguerite Bourgeoys était la sixième d'une famille de douze enfants aux parents dévoués : Abraham Bourgeoys, son père, et Guillemette Garnier, sa mère. Tous les deux appartenaient à la bourgeoisie de Troyes. Le jour de sa naissance, le 17 avril 1620, elle a été baptisée en l'église Saint-Jean. Cette tradition des baptêmes donnés le jour de la naissance des enfants était une pratique courante à l'époque. Elle était liée à la mortalité infantile et à la peur que les parents avaient de voir leur nourrisson décéder avant d'avoir reçu le baptême et de ne pas pouvoir entrer au Paradis et d'être condamné aux limbes. Après une enfance paisible, elle perd sa mère lorsqu'elle a 19 ans.

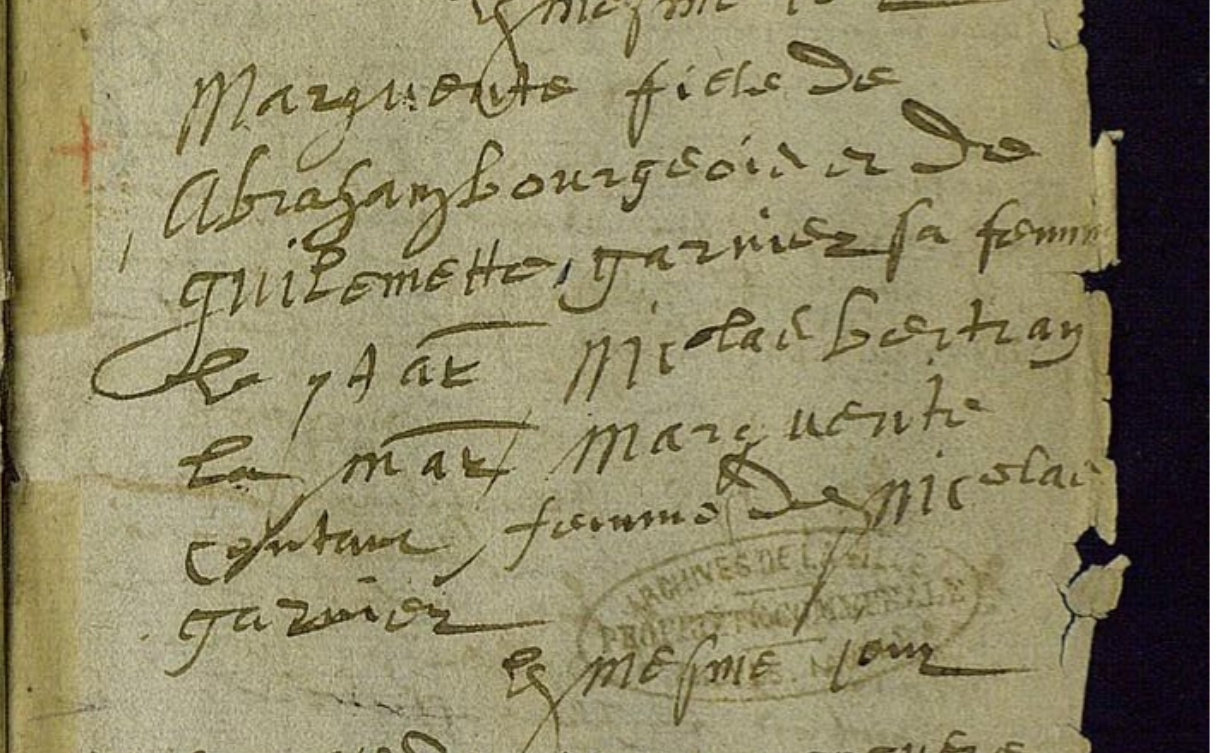
Acte original de baptême de Marguerite BOURGEOYS, tiré des archives de sa commune de naissance (commune de St Jean). On peut y lire "Marguerite, fille de Abraham Bourgeois et de Guilemette GARNIER [...]"

Le 7 octobre 1640, pendant une procession en l’honneur de Notre-Dame du Rosaire, en passant devant l'abbaye Notre-Dame-aux-Nonnains, elle regarde une sculpture de la Sainte Vierge située au-dessus du portail et y reçoit une grâce qui va bouleverser son existence. C'est ainsi qu'elle raconte cette expérience profonde : « On repassa, écrit-elle, devant le portail [de l’abbaye] Notre Dame où il y a au-dessus de la porte une image de pierre [de la Vierge] et en jetant la vue pour la regarder je la trouvay très belle et en même temps je me trouvai si touchée et si changée que je ne me connoissest plus et retournant à la maison cela paroissoit à tous et comme jetes for legère jetes la bien venue avec les autres filles. » Elle désigne ce moment comme celui de sa conversion.
À la suite de cette expérience, elle désira devenir carmélite et chercha aussi à entrer dans d'autres communautés religieuses, qui refusèrent sa candidature. Elle devient membre externe des chanoinesses de Saint-Augustin de la congrégation Notre-Dame, qui avaient fondé un couvent à Troyes. Cette congrégation comprenait des religieuses cloîtrées ainsi que des « externes » qui regroupaient des jeunes filles dans le but de les former à la prière et à l’enseignement dans les milieux pauvres et en dehors du couvent. 
La directrice de cette association est alors mère Louise de Chomedey de Sainte-Marie, qui est la sœur de Paul de Chomedey de Maisonneuve. Ce dernier est parti en Nouvelle-France et y a fondé Ville-Marie, qui deviendra Montréal. En 1652, lors de son voyage en France, il rend visite à sa sœur et lui expose les besoins pour la nouvelle colonie. En effet, dans un premier temps, Ville-Marie n'est pas en mesure de subvenir aux besoins de toute une communauté religieuse. Il demande alors l'envoi d'une institutrice laïque pour instruire les enfants des colons et des Amérindiens. À 33 ans, Marguerite Bourgeoys accepte cette tâche après que la Vierge Marie lui soit apparue et lui ait dit : « Va, je ne t'abandonnerai pas. »
Dans la plus grande pauvreté, elle part pour la Nouvelle-France en février 1653, mais ne parviendra que deux mois plus tard sur ses côtes. Il lui faudra encore remonter le fleuve Saint-Laurent jusqu'à Ville-Marie. Elle entre dans la colonie le 16 novembre 1653, avec un grand nombre de nouveaux colons, hommes et femmes.

## Activités à Ville-Marie et fondation

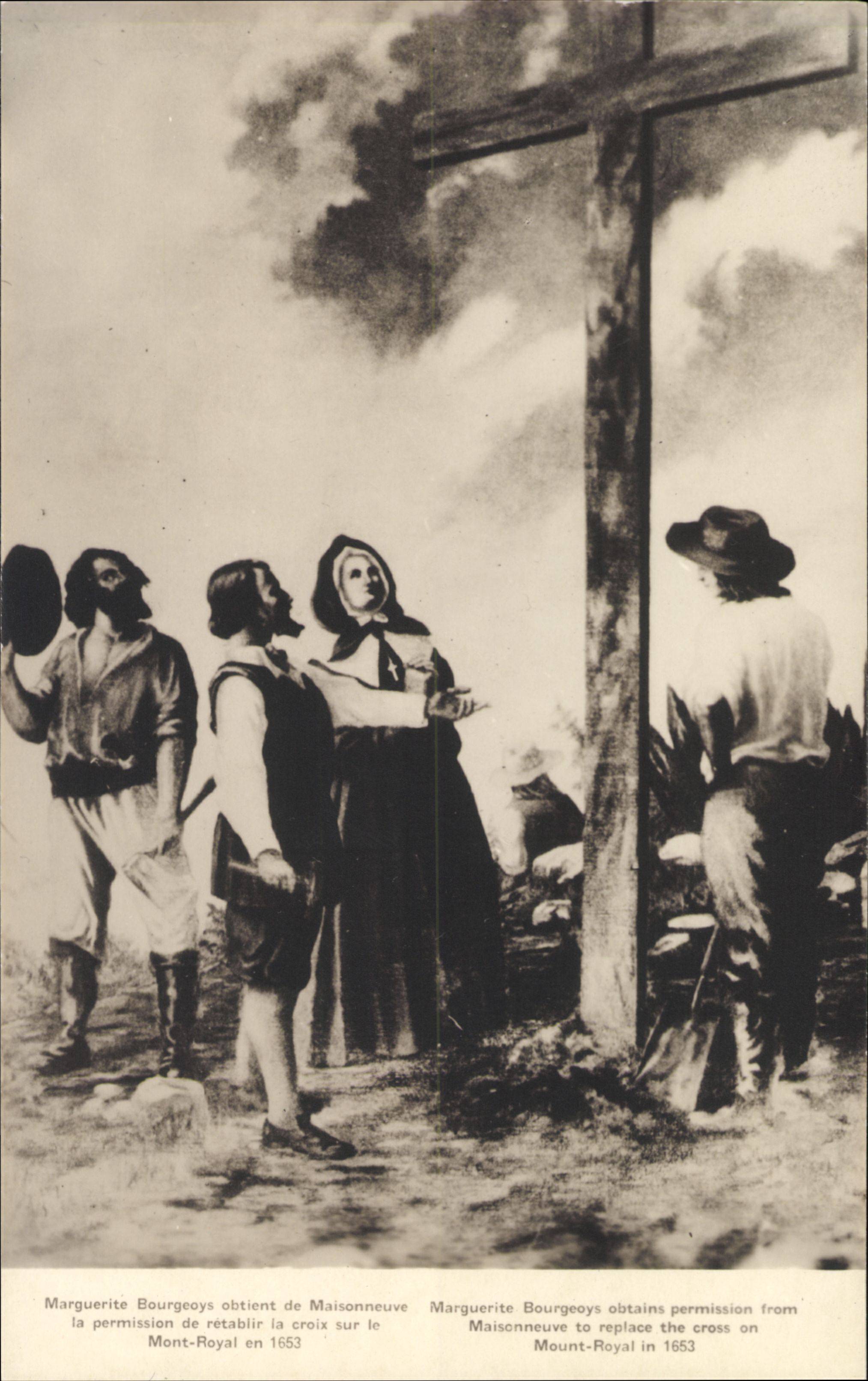
Marguerite Bourgeoys et Maisonneuve au pied de la croix du Mont-Royal en 1653.

Marguerite Bourgeoys s’occupe d'abord de tenir la maison du gouverneur de la colonie, Chomedey de Maisonneuve, et d'entourer les colons. En effet, en raison de la grande mortalité infantile, la colonie, très peu peuplée, ne compte pas d'enfants lorsqu'elle s'y installe. Elle vit dans des conditions climatiques très rudes et doit s'employer à s'installer, c'est-à-dire à défricher la terre, qui met presque trois ans à être cultivable. Tout est aussi à construire, maisons, églises, hôpitaux, etc. À cela, il faut ajouter l'état de guerre permanent avec les tribus iroquoises, ce qui entraîne des pertes militaires et civiles. 
En plus des soins à apporter aux blessés (des deux camps), il faut aussi secourir ceux qui ont tout perdu, accueillir et placer les orphelins, soutenir les veuves, etc. Finalement, il faut aussi apporter du soutien à des personnes qui ont tout quitté pour venir s'installer en Nouvelle-France, dans une région dont ils ignorent presque tout. C'est pour cette raison que Marguerite Bourgeoys va faire relever une croix qui avait été abattue par des Amérindiens ennemis, la croix du mont Royal. Marguerite Bourgeoys raconte au sujet de cette croix : « J’y menai Minime [Gilbert Barbier, charpentier] avec quelques autres hommes et nous y fûmes trois jours de suite. La croix fut plantée et il y avait des pieux pour la clore. » C'est aussi ce but qu'elle poursuit en créant un lieu de pèlerinage pour les colons.
Faute d'enfants à son arrivée, Marguerite Bourgeoys ne peut pas faire l'école et le catéchisme. Peu à peu, elle va néanmoins pouvoir « montrer gratuitement aux filles à lire, les instruisant tantôt dans un endroit, tantôt dans un autre, n’en ayant point encore de fixé pour cela ».
Elle va aussi seconder Jeanne Mance, qui pour sa part fonde l'hôtel-Dieu de Montréal de Ville-Marie.

### Chapelle Notre-Dame-de-Bon-Secours

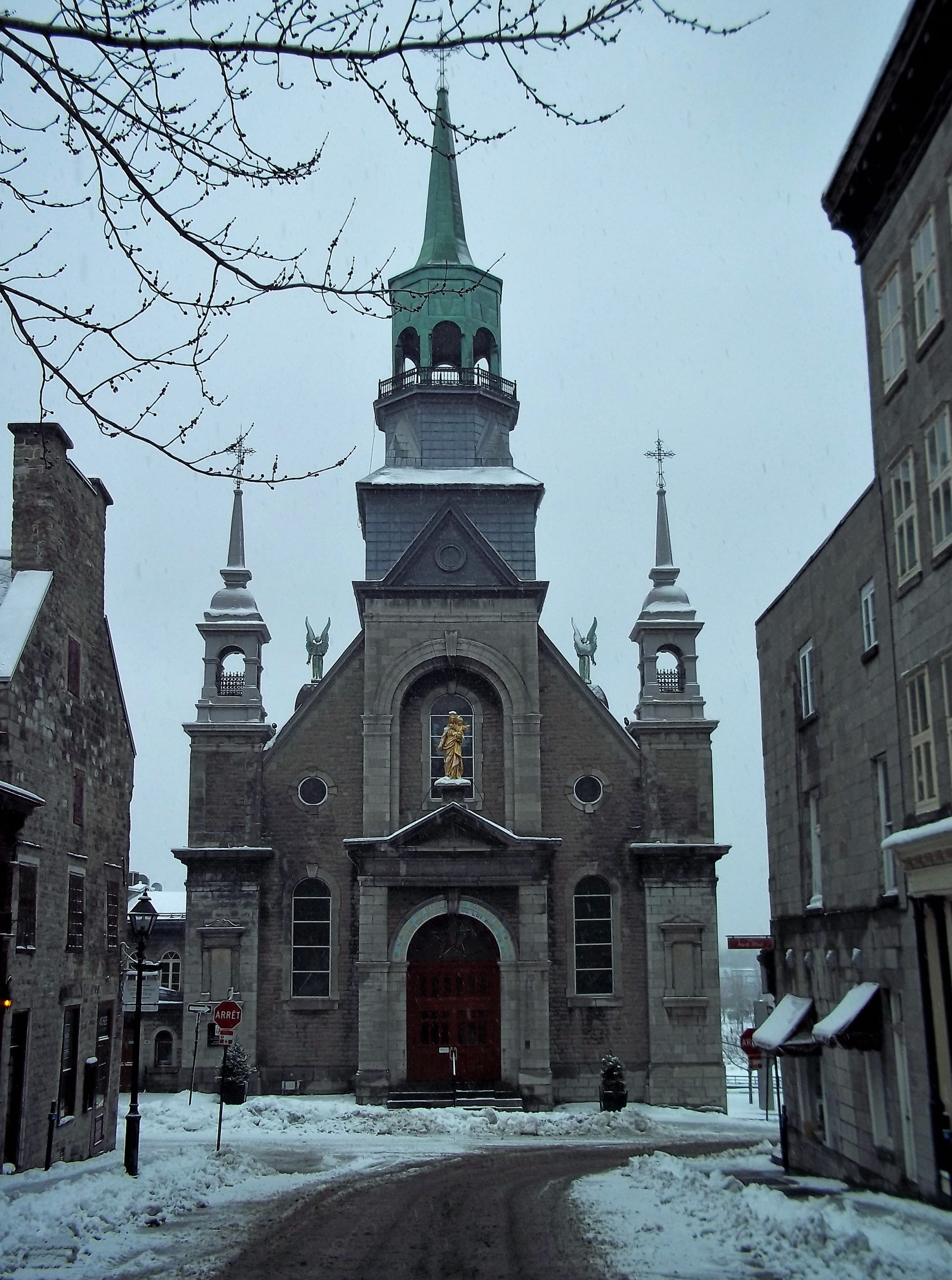
Chapelle Notre-Dame-de-Bon-Secours.

Dès 1655, Marguerite Bourgeoys projette la construction d’une chapelle qui serait située en dehors de l’enceinte du fort, aujourd'hui dans le Vieux-Montréal. Elle conçoit cette chapelle comme un lieu de pèlerinage. Des difficultés retardent toutefois la réalisation de ce rêve. Commencée en 1657, la chapelle en pierre ne sera terminée qu’en 1678.
Elle écrit : « J'excite le peu de personnes à ramasser des pierres et Monsieur de Maisonneuve fit couper du bois pour la charpente ; et il aidait à le traîner hors du bois. Et ceux à qui je faisais quelque travail, je leur demandais quelques journées pour cette chapelle. On charria du sable, d'autres préparèrent la chaux, et je trouvai suffisamment pour la bâtir et la couvrir. Le Père Pijart la nomme Notre-Dame-de-Bon-Secours. »
En 1672, Marguerite Bourgeoys ramène de son second voyage en France une petite statue miraculeuse donnée par le baron de Fancamp pour la chapelle. Cette statue est encore vénérée dans la chapelle Notre-Dame-de-Bon-Secours. Ayant connu des modifications architecturales, la chapelle Notre-Dame-du-Bon-Secours se trouve toujours au même emplacement que celui qui a été octroyé à Marguerite Bourgeoys. Victime d'un incendie qui la ravage complètement en 1754, l'église trouve sa forme définitive en 1771. Il est toutefois possible de visiter les fondations de la chapelle primitive, celle fondée par Sainte Marguerite Bourgeoys, (au sous-sol de la chapelle).
En 2005, les reliques de la sainte sont installées dans l'autel de gauche de la chapelle Notre-Dame-de-Bon-Secours de Montréal et celles de Jeanne Le Ber, sont placées dans le mur gauche de la nef.

### L’école et maison-mère
Le 30 avril 1658, Maisonneuve donne à Marguerite Bourgeoys l’étable de pierres de la commune dont l'acte de concession dit qu'il s'agit « d'un bâtiment de pierre de trente-six pieds de long sur dix-huit de large, situé à Ville-Marie, proche de l’Hôpital Saint-Joseph ». Elle la nettoie et l'aménage simplement pour en faire une école. Par l'installation d'une échelle extérieure, elle peut accéder au colombier qui devient pour elle un dortoir. Mais Marguerite Bourgeoys a une vision à long terme pour son apostolat auprès des habitants de la colonie. Cette dernière grandit et des besoins plus importants se font sentir (écoles, aide aux pauvres, soins aux malades, encadrement des filles du roy, etc.). Elle sent donc qu'il va lui être nécessaire d'être accompagnée dans sa mission. C'est pour cette raison qu'elle retourne en France en 1658 afin d'y recruter des compagnes à même de la seconder. 
Dès son retour de France, Marguerite Bourgeoys se joint à nouveau à monsieur de Maisonneuve et à Jeanne Mance, l’administratrice de l’Hôtel-Dieu. Prenant conscience de l'importance du rôle des femmes dans la pérennisation de la colonie, elle forme les femmes à tout ce qui peut leur être utile et essentiel pour vivre en Nouvelle-France et y fonder une famille (cuisine, climat, culture, soins aux malades et aux blessés, etc.), mais aussi pour y vivre en chrétien, par l'enseignement du catéchisme. Une fois les enfants en âge scolaire, elle leur apprend à lire, à compter et leur enseigne le catéchisme. Et elle le fait sans considération de l'origine sociale des enfants : « On doit accueillir les élèves et se comporter à leur égard « sans distinction de pauvres ou de riches, de parents et amis ou de personnes étrangères, jolies ou laides, douces ou grondeuses ». »
De par son souci de l'enseignement des filles de toutes conditions, mais particulièrement des plus pauvres, elle est considérée comme la fondatrice de l'enseignement français à Montréal. Il faut souligner que — ce qui était rare à son époque — elle insista pour que les châtiments corporels ne soient que très rarement utilisés. Elle se trouve ainsi dans la ligne du pédagogue et prêtre français Pierre Fourier et fait en sorte que les sœurs bénéficient de temps et d'une formation adaptée afin de devenir des enseignantes efficaces et dévouées. Elle disait d'ailleurs : « Les Sœurs doivent prandre peine de se randre savante et abille en toutes sortes douvrages. Les filles de la Congrégation abandonne leur santé, leur satisfaction et leur repos pour l'instruction des filles. »
« Vers 1669, on commence l'agrandissement de l'étable-école, devenue trop petite pour loger convenablement les sœurs, les pensionnaires et les hommes engagés tout en servant d'école. Cette annexe, terminée en 1673 et composée de deux corps de logis, devient la deuxième Maison mère de la Congrégation (1673-1683), dite la Grande maison de pierre. » À la suite de l'incendie de 1683 qui ravage la bâtisse, une nouvelle maison-mère, dite la Maison sur le haut, est édifiée par Marguerite Bourgeoys et ses compagnes à la rue Notre-Dame.

### Naissance d'une communauté de «vie voyagère»
En 1659, elle revient à Ville-Marie avec quatre compagnes. Ensemble elles forment le noyau d'une communauté de femmes non cloîtrées. Pour elles, ce type de vie hors du cloître — dans le monde catholique la vie claustrale est alors la règle pour les religieuses — est une absolue nécessité pour se mettre au service des habitants qui sont souvent éloignés des colonies, pour être à même de secourir les pauvres et pour annoncer la foi chrétienne aux amérindiens.
En 1667, conscients de l'utilité des activités des premières sœurs de la congrégation dite des Filles séculières de la congrégation de Notre-Dame, une assemblée d'habitants de Ville-Marie se décident à demander au roi de France des lettres patentes pour celles qu'ils appellent les « Filles de la Congrégation ». En 1669, Monseigneur de Laval « approuve par l’autorité d’une ordonnance les institutrices de Ville-Marie pour l’île de Montréal et tous les autres lieux du Canada qui les demanderaient ».

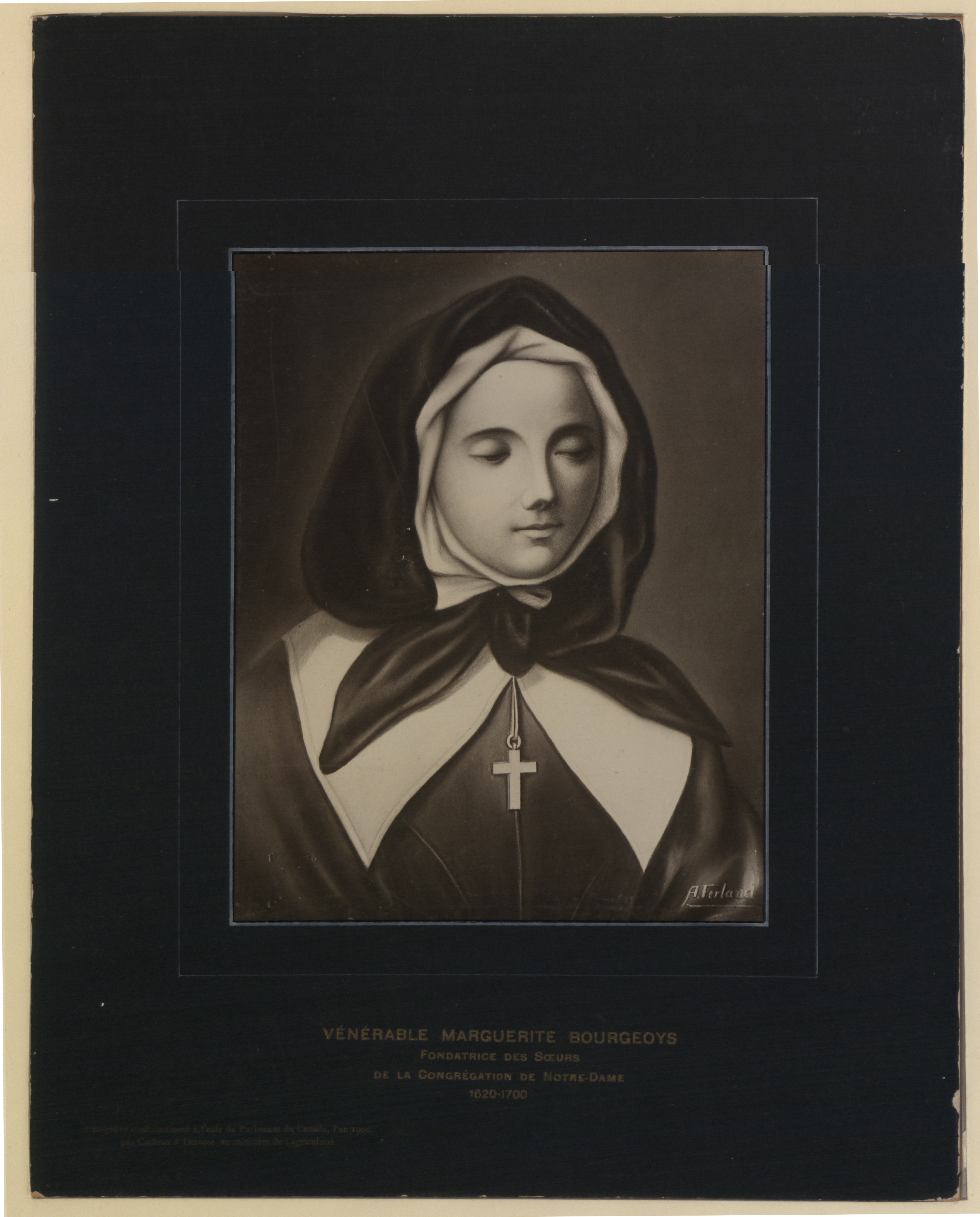
Mère Marguerite Bourgeoys.

En 1670, Marguerite Bourgeoys part en France seule, avec très peu d'argent et guère plus d'un petit baluchon afin d'y rencontrer le roi Louis XIV. Celui-ci écrit d'elle : « Non seulement […] elle a fait l’exercice de maîtresse d’école en montrant gratuitement aux jeunes filles tous les métiers qui les rendent capables de gagner leur vie, mais, loin d’être à charge du pays, elle a fait construire des corps de logis, défriché des concessions, aménagé une métairie. »
Ayant recruté de nouvelles compagnes et en possession des lettres patentes signées par le roi (ces lettres patentes fondent la charte civile des Filles séculières de la congrégation de Notre-Dame), elle rentre en Nouvelle-France en 1672. L’approbation canonique sera octroyée en 1676 par le premier évêque de Nouvelle-France, monseigneur de Laval. L'approbation des constitutions religieuses de sa congrégation sera obtenue en 1698. Il s'agit de la reconnaissance officielle, par l’Église catholique, de sa congrégation non-cloîtrée, reconnaissance qui n'intervient que deux ans avant son décès.
De la nécessité de ne pas être cloîtrée et d'être de « vie voyagère », Marguerite Bourgeoys explique : « On nous demande pourquoi nous aimons mieux être vagabondes que d’être cloîtrées, le cloître étant la conservation des personnes de notre sexe ? […] Il y a des marques que la Sainte Vierge a agréé qu’il y eût une troupe de filles qui honorassent la vie qu’elle a menée, étant dans le monde, et qu’elles s’assemblassent à Montréal. […] Or, la Sainte Vierge n’a jamais été cloîtrée. Elle a bien été retirée dans sa solitude intérieure, mais elle ne s’est jamais exemptée d’aucun voyage de charité à exercer. Nous voudrions la suivre en quelque chose. La règle de la charité est celle que la Sainte Vierge a prescrite à tous ceux qui ont eu l’honneur d’être à sa suite. » « Le chapelet est le temps pour remercier Dieu des faveurs qu’il a faites à la très Sainte Vierge et la reconnaître pour notre Mère, notre Supérieure et notre Tout après Dieu. »
Pour elle, Dieu désire aussi la diversité pour son église, y compris pour les communautés féminines, elle écrit d'ailleurs : « Tout le christianisme est comme un grand jardin que Dieu a créé et toutes les Communautés sont autant de carreaux de ce grand jardin. La nôtre, toute petite qu’elle est, ne laisse pas d’être un de ces petits carreaux que le Jardinier s’est réservés, pour y mettre quantité de plantes et de fleurs qui, étant dans ce petit carré, sont toutes différentes en couleur, en odeur, en saveur. »
Ce refus de la clôture permit aux religieuses « vagabondes et non cloîtrées » habillées simplement pour l'époque, de s'en aller faire le catéchisme et enseigner le long des rives du Saint-Laurent à pied, à cheval ou en canot. Le tout en n'étant à la charge de personne, car indépendantes financièrement et capables de prendre soin d'elles.
Lors de l'homélie de la canonisation de mère Marguerite Bourgeoys, le pape Jean-Paul II disait : « Cette œuvre de maîtresse d’école populaire, elle l’accomplit avec compétence, sans faire de discrimination entre les indiennes et les filles de colons français, les estimant toutes précieuses « comme des gouttes du sang de Notre-Seigneur ». Elle veut les préparer à être de bonnes mères de famille, par une éducation complète. Il s’agit bien sûr de les former à la foi, à la piété, à la vie chrétienne et à l’apostolat, mais aussi de les initier aux arts domestiques et aux travaux pratiques qui leur permettront de subsister avec le produit de leur travail et surtout d’ordonner ou d’enjoliver leur vie de foyer, riche ou pauvre. La bienséance et la formation intellectuelle sont également au programme, et le résultat sera que ses filles en sortiront quasi plus lettrées que les garçons, signe précurseur et rare à cette époque d’une authentique promotion féminine. Elle savait faire confiance aux capacités des Indiennes qui ne tarderont pas à devenir maîtresses d’école. Il faut aussi noter cette particularité: au lieu d’attirer les élèves en pensionnat dans la grande cité — c’est d’ailleurs une des raisons qui lui fera refuser une vie cloîtrée pour ses Sœurs de la Congrégation séculière de Notre-Dame —, elle préfère des écoles sur le terrain, proches de la population, sans cesse ouvertes à la présence et aux suggestions des parents, car il importe de ne pas se substituer à eux. »

### Un pensionnat et une école ménagère
En 1676, à la demande des familles nobles et bourgeoises de la ville qui désirent que leurs filles restent scolarisées à Montréal, Marguerite Bourgeoys et sa communauté fondent un pensionnat. Toutefois, la fondatrice des Filles séculières de la congrégation de Notre-Dame désire toujours davantage se mettre au service des plus pauvres. C'est pourquoi elle trouve important de créer une maison de formation plus adaptée aux fillettes les moins riches.
En 1668, Marguerite achète et organise l’exploitation d’une ferme sise à la Pointe Saint-Charles et y crée un ouvroir, dit de la Providence. En plus des fillettes pauvres de la Ville-Marie, cette nouvelle maison est aussi destinée à accueillir les filles du Roy, à savoir les orphelines envoyées par Louis XIV en Nouvelle-France afin d'y peupler les colonies. En effet, dans les premiers temps des colonies, la population est majoritairement masculine ce qui entraîne beaucoup de problématiques de mœurs, allant même jusqu'à des agressions et des viols. Le projet de Louis XIV est donc double, peupler les colonies en trouvant des femmes pour les colons célibataires, mais aussi permettre une baisse des tensions sociales internes.
Les Filles séculières de la congrégation de Notre-Dame vont donc permettre l'intégration de ces femmes nouvellement arrivées en les formant aux réalités de la Nouvelle-France et en leur permettant de gagner leur vie. La congrégation va alors s'occuper d'un ouvroir dit de la Providence afin de mener cette tâche à bien. Il s'agit véritablement d'une école ménagère. La Maison Saint-Gabriel existe d'ailleurs toujours.
En 1982, de cette action et cet accompagnement des femmes et des familles à Montréal, le pape Jean-Paul II affirmait lors de la canonisation de Marguerite Bourgeoys : « Et Marguerite Bourgeoys estime non moins indispensable de tout faire pour jeter les bases de familles solides et saines. Elle doit alors contribuer à résoudre un problème très particulier à ce lieu et à cette époque. Aux hommes venus en soldats ou en défricheurs sur cette terre du nouveau monde, pour réaliser à Ville-Marie un centre d’évangélisation qui se voulait différent des autres colonisations, il manquait des épouses de valeur. Marguerite Bourgeoys fait chercher et accompagne de son savoir-faire éducatif des filles de France, si possible robustes et de vraie vertu. Et elle veille sur elles comme une mère, avec affection et confiance, les recevant dans sa maison, pour les préparer à être des épouses et des mères valables, chrétiennes, cultivées, laborieuses, rayonnantes. En même temps, par sa bonté, elle aide ces rudes hommes à devenir des époux compréhensifs et de bons pères. Mais elle ne s’en tient pas là. Quand les foyers sont formés, elle continue à leur apporter le soutien matériel nécessaire en cas de disette ou d’épidémie, et elle leur procure, notamment aux femmes, l’occasion de goûter ensemble repos, amitié tout en se retrempant dans les bonnes résolutions, aux sources de la spiritualité, dans ce qu’elle appelle les « retraites » et aussi les « congrégations externes ». »

### L’accueil des Amérindiennes
En 1676, les Sulpiciens établissent la mission de la Montagne pour les Amérindiens près de l'endroit où Paul de Chomedey de Maisonneuve avait élevé la première croix sur le Mont-Royal — croix qui avait été relevée par les soins de Marguerite Bourgeoys à son arrivée dans la colonie. Les sœurs s'installent donc parmi les indigènes, enseignant dans des cabanes d'écorce. Marguerite reçoit même de jeunes Amérindiennes dans sa congrégation à savoir : Marie-Thérèse Gannensagouas (Algonquine) qui devint enseignante à la mission et Marie-Barbe Attontinon (Iroquoise). En 1685, monsieur de Belmont fait toutefois bâtir un fort avec quatre tours de pierres qui servira à abriter les religieuses et leurs élèves. La tour ouest servira d’école et une autre, la tour est, devient la résidence des sœurs. Ces deux tours existent toujours et sont situées devant le grand séminaire de Montréal, au 2065, rue Sherbrooke Ouest.

### Expansion de son œuvre sociale et missionnaire

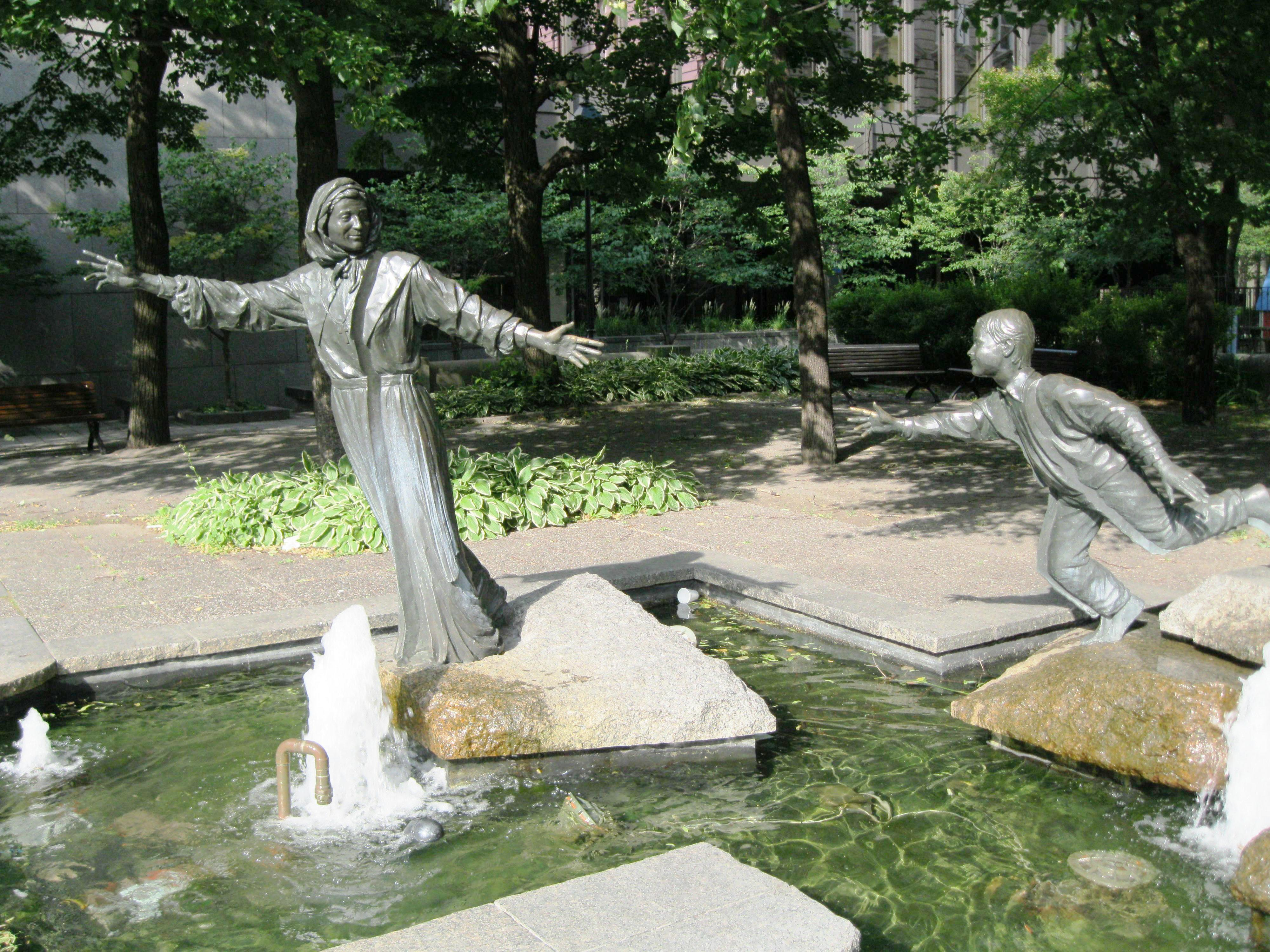
Hommage à Marguerite Bourgeoys, par Jules Lasalle, rue Notre-Dame, dans le Vieux-Montréal.

Les Filles séculières de la congrégation de Notre-Dame ouvrent des missions à la Pointe-Saint-Charles et à la Montagne. Elles ouvrent aussi des écoles pour les fillettes de colons à Champlain, à Pointe-aux-Trembles, à Bastican et à Lachine. Les années suivantes, les sœurs iront à Sainte-Famille, île d'Orléans, à Québec et à Château-Richer.
En décembre 1683, alors que mère Bourgeoys désire démissionner de son poste de supérieure, un incendie éclate dans la maison-mère et détruit intégralement l'édifice. Cet incendie cause la mort des deux religieuses qui auraient pu la remplacer à la tête de la congrégation, à savoir : Marguerite Sommillard et Geneviève Dursoy. Marguerite accepte donc de reprendre sa charge afin de reconstruire le couvent.
Dès 1685, le nouvel évêque de Nouvelle-France, Monseigneur de Saint-Vallier, demande à mère Bourgeoys des Filles séculières de la congrégation de Notre-Dame afin d'ouvrir un hôpital pour vieillards à Québec. Finalement en 1682, Marguerite Bourgeoys a le plaisir de pouvoir fonder à Québec une école pour les filles pauvres de la basse ville. L'hôpital pour vieillards est alors confié aux religieuses hospitalières. La création de cette école à Québec entraînera des tensions avec les sœurs ursulines de Québec qui sont toutes deux des communautés enseignantes.

### Marguerite Bourgeoys: une voyageuse intrépide
Pour s'assurer des appuis matériels, financiers et afin de recruter de nouvelles consœurs, Marguerite Bourgeoys n'hésitera pas à traverser l'océan à sept reprises, et ce malgré l'inconfort et les dangers de la navigation au XVIIe siècle :
- février-novembre 1653 : elle prend le bateau pour venir s'installer à Ville-Marie, actuel Montréal ;
- 1658-1659 : 1er voyage en France pour y recruter des compagnes (au nombre de quatre) ;
- 1670-1672 : 2e voyage en France pour y recruter de nouvelles religieuses et obtenir du roi des lettres patentes pour la reconnaissance civile de sa congrégation (au retour de ce voyage, elle amène une petite statue miraculeuse donnée par le baron de Fancamp pour la chapelle Notre-Dame-de-Bon-Secours) ;
- 1680 : 3e voyage en France pour obtenir de nouveaux renforts et défendre le caractère non cloîtré de sa communauté.

### Les dernières années de sa vie
En 1693, Marguerite Bourgeoys cède sa place comme supérieure de la congrégation. Marie Barbier qui la remplace, est la première Montréalaise à s’être jointe à la communauté en 1678. Marguerite Bourgeoys est alors âgée de 73 ans ce qui est très âgé pour l'époque, particulièrement en Nouvelle-France. Une grande partie de ses dernières années, Marguerite les passera à l’infirmerie de la communauté. Elle entre alors dans un temps de solitude et de recueillement. Mais, malgré son âge et ses infirmités, sœur Marguerite du Saint-Sacrement aura encore à intervenir afin de sauvegarder la « vie voyagère » non cloîtrée de sa congrégation. 
En effet, monseigneur de Saint-Vallier désire leur imposer la clôture comme c'est le cas pour les ursulines de Québec et les rattacher à ces dernières. De plus, il insiste pour imposer à la congrégation de Notre-Dame une règle qu'il a lui-même écrite pour elle. Marguerite est appuyée dans son combat par les Sulpiciens, tant et si bien qu'en 1698, monseigneur de Saint-Vallier finit par approuver la règle de la communauté, telle que les sœurs le désirait, c'est-à-dire sans clôture. C'est ainsi que le 1er juillet 1698 mère Marguerite Bourgeoys et ses compagnes prononcent leurs vœux simples en présence de leur évêque. Marguerite est la quatrième à signer son acte de profession et portera désormais le nom de sœur Marguerite du Saint Sacrement.
Entre octobre 1697 et juin 1698, Marguerite Bourgeoys écrit une autobiographie et un testament spirituel. Ces textes révèlent un exceptionnel amour de Dieu et du prochain, le désir d’imiter la Vierge Marie dans le mystère de la Visitation et dans son rôle auprès des apôtres après la résurrection de Jésus. Elle écrit : « J’ai encore une autre ressource, que le bon Dieu veut bien m’accorder, qui est le secours de la très Sainte Vierge ; car, si je suis l’objet de la miséricorde de Dieu, je suis en même temps la preuve du secours de la très Sainte Vierge. » Et elle affirme aussi : « Il est vrai que tout ce que j’ai toujours le plus désiré, et que je souhaite encore le plus ardemment, c’est que le grand précepte de l’amour de Dieu par-dessus toutes choses et du prochain comme soi-même soit gravé dans tous les cœurs. ».
Le 31 décembre 1699, alors qu'une jeune sœur était à l'article de la mort, mère Marguerite demanda au Seigneur de prendre sa vie en échange. Au matin du 1er janvier 1700, la jeune sœur en question avait recouvré la santé et mère Marguerite fut prise d'une violente fièvre. Elle souffrit pendant douze jours, puis mourut le 12 janvier 1700.

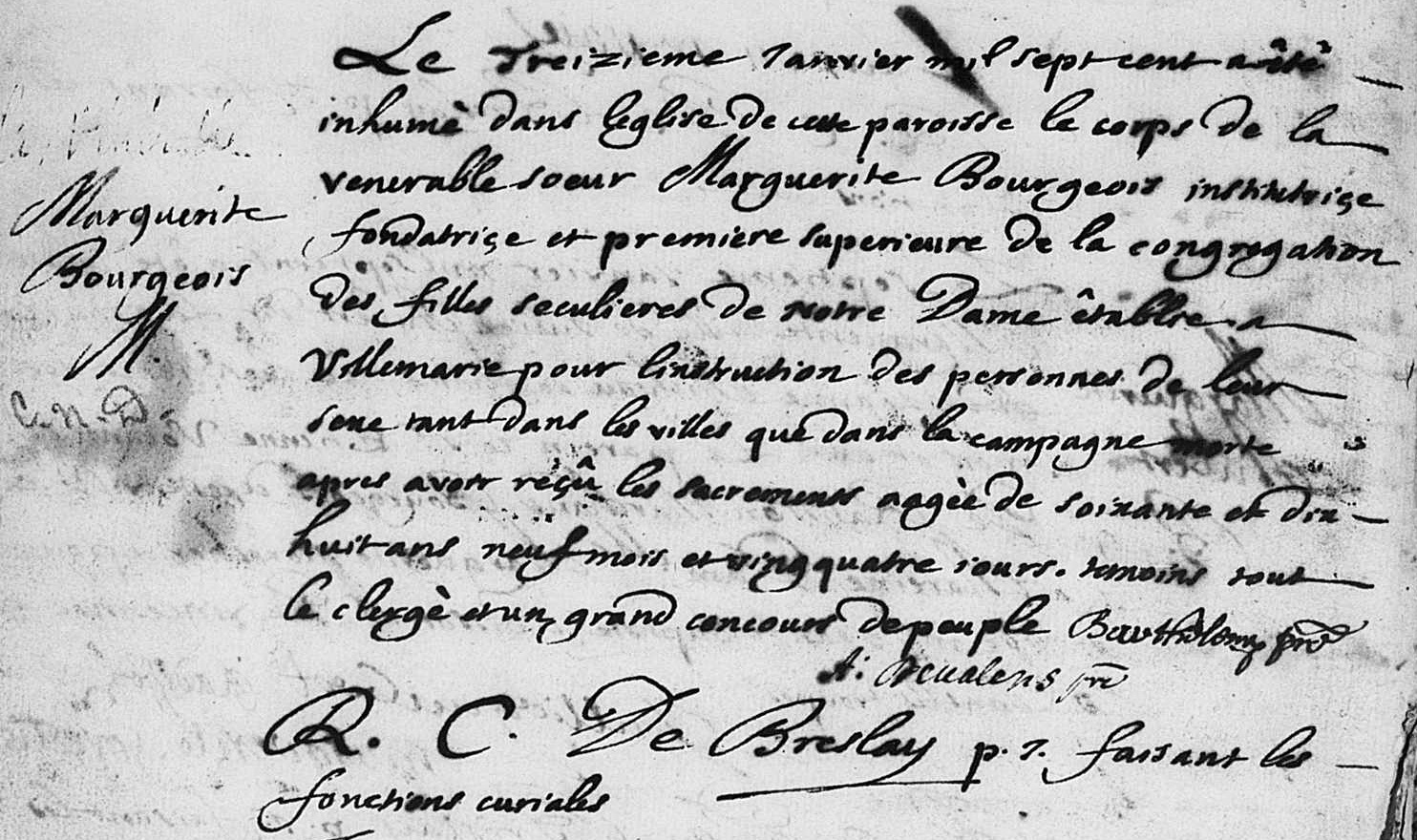
Acte de sépulture de Marguerite Bourgeois.
13 1 1700.
Paroisse Notre-Dame de la ville de Montréal.

L'acte de sépulture de Marguerite Bourgeoys se lit:

« Le treizieme janvier mil sept cent a été inhumé dans leglise de cette paroisse le corps de la venerable soeur Marguerite Bourgeois institutrice fondatrice et premiere superieure de la congregation des filles seculieres de Notre Dame êtabli a Villemarie pour l'instruction des personnes de leur [sens?] tant dans les villes que la campagne morte apres avoir reçû les sacrements aagée de soixante et dix huit ans neuf mois et ving quatre jours. Temoins tout le clergé et un grand concours de peuple. »

## Spiritualité de Marguerite Bourgeoys

### Une femme pragmatique au service des autres
Marguerite Bourgeoys est une femme au sens pratique et pragmatique. C'est une grande organisatrice et gestionnaire ainsi qu'une femme intrépide. Elle prendra, en effet, sept fois le bateau pour relier la France et la Nouvelle-France et elle n'hésitera pas à quitter la relative sécurité de la colonie de Ville-Marie pour aller enseigner aux filles de colons, mais aussi aux Amérindiennes. Elle centrera d'ailleurs toujours son apostolat et celui de ses compagnes sur la réalisation de missions dans et hors les murs de Montréal, c'est d'ailleurs pour cette raison qu'elle refusera toujours la clôture pour la congrégation de Notre-Dame.
Mais, en dehors du côté pratique, elle donne un sens religieux à l'apostolat de sa communauté. Elle affirme : « Oh ! Qu’une sœur qu’on envoie en mission sera contente, si elle pense qu’elle y va par ordre de Dieu et en sa compagnie, si elle pense que, dans cet emploi, elle peut et doit témoigner sa reconnaissance à Celui de qui elle a tout reçu ! » Et pour Marguerite Bourgeoys, l'amour du prochain doit toujours être au centre de la vie des chrétiens. Lorsqu'elle parle de l'amour du prochain, elle affirme avec force : « Tu aimeras ton prochain comme toi-même, qui est de ne rien faire à ton prochain que tu ne voudrais pas qu’on te fît et lui faire ce que tu voudrais t’être fait. » 
Elle insistera toujours pour que les Filles séculières de la congrégation de Notre-Dame aient toujours à l'esprit cet amour du prochain, particulièrement l'amour des pauvres. Pour elle-même, elle écrit : « Il est vrai que ce que j’ai toujours désiré, et que je souhaite encore le plus ardemment, c’est que le grand précepte de l’amour de Dieu par-dessus toutes choses et du prochain comme soi-même soit gravé dans tous les cœurs. » Toutefois, Marguerite Bourgeoys ne conçoit pas l'amour du prochain autrement que dans une relation de réciprocité. Elle demande donc que « Dieu ne se contente pas que l’on conserve l’amour que l’on doit à son prochain, mais que l’on conserve le prochain dans l’amour qu’il nous doit porter. »

### Une femme de prière et une mystique
À côté de cette vie très active au service des colons, des Amérindiens, des nouveaux arrivés, des blessés, des pauvres, mais particulièrement des fillettes à instruire et des filles du Roy, Marguerite Bourgeoys a une intense vie de prière et une relation très profonde à Dieu. Si elle est très pragmatique, elle est aussi une grande mystique.

#### Dévotion mariale
Marguerite Bourgeoys depuis sa jeunesse a une grande dévotion mariale. C'est d'ailleurs au cours d'une procession mariale qu'elle vit son expérience de conversion qui la fera devenir membre externe des Chanoinesses de Saint-Augustin de la congrégation Notre-Dame. De plus, quand monsieur de Maisonneuve lui demande de partir pour Ville-Marie, c'est-à-dire de tout quitter pour sauter dans l'inconnu, c'est Marie qu'elle questionne et qui l'assure de son aide pour mener sa mission à bien. De plus, lorsque le 1er juillet 1698, les Filles séculières de la congrégation de Notre-Dame pourront enfin prononcer leurs vœux, elle le feront la veille de la fête de la Visitation.
Durant toute sa vie, Marguerite Bourgeoys a eu une profonde dévotion à la Vierge Marie, particulièrement à la rencontre de Marie et Elisabeth ce que l'on appelle la Visitation. Pour elle, la rencontre de ces deux femmes enceintes —  c'est-à-dire Marie la mère de Jésus-Christ et Elizabeth la mère de Jean le Baptiste — nourrit sa foi et sa démarche missionnaire. Elle écrit : « Après que la Sainte Vierge eut donné son consentement à l’ange, elle est faite Mère de Dieu par le Saint-Esprit. Aussitôt, elle se propose, dans la reconnaissance au Père éternel, de correspondre aux grâces de sa Majesté pour le rachat du genre humain pour lequel elle est faite Mère de Dieu. Elle fait sa première visite à Élisabeth. »
Et si Marie est présente au moment de l'annonce de la venue de Jésus (Annonciation), de la Visitation, au cours de l'enfance de Jésus et de ses prédications ainsi qu'au pied de la Croix au Calvaire, « Elle se tint renfermée avec les apôtres dans le cénacle, pour les encourager à attendre la venue de ce divin Esprit qui leur avait été promis. » Pour Marguerite Bourgeoys, Marie est présente à la naissance de son Fils, mais aussi à l'envoi de l'Esprit Saint qui est la naissance de l'Église.
Pour Marguerite Bourgeoys, il faut donc faire comme Marie et marcher dans ses pas pour « l’imiter et aller à Dieu par elle, comme par elle, Dieu nous a envoyé son Fils ». Pour Marguerite Bourgeoys, la Vierge Marie doit être considérée comme la « maîtresse des novices de tous ceux qui embrassaient la doctrine de Jésus pour faire remarquer les desseins de leur maître dont elle gardait toutes les paroles dans son cœur ? » Mais la Mère de Jésus est aussi son modèle dans l'amour de Dieu et du prochain comme elle l'écrit ci-après : « La règle de la charité est celle que la Sainte Vierge a prescrite à tous ceux qui ont eu l’honneur d’être à sa suite, car l’amour de Dieu et du prochain renferme toute la loi. »

#### L'adoration eucharistique
Un autre aspect majeur de sa spiritualité est celui de l'adoration eucharistique. Pour les catholiques, Jésus Christ est réellement présent dans l'eucharistie, c'est-à-dire dans le vin consacré et dans le pain consacré, l'hostie. Pour les catholiques, adorer l'hostie — soit le Saint-Sacrement de l'autel — c'est adorer Jésus lui-même, être guidé par lui et recevoir des conseils et de la force pour vivre.
Pour Marguerite Bourgeoys, l'adoration eucharistique est centrale dans sa vie. C'est un moment de profond ressourcement et d'intimité avec Dieu. Mais c'est aussi une manière d'imiter et d'être proche de la Vierge Marie. Elle affirme que : « Nous [les chrétiens et ses compagnes] pouvons admirer [le] bonheur [de Marie], tous les jours à la messe et à la sainte communion, en adorant Notre-Seigneur sur nos autels, en pensant qu’elle a contribué à la matière de ce Corps sacré que nous recevons pour la nourriture de nos âmes. » 
Pour Marguerite Bourgeoys, adorer le Christ eucharistie est une occasion de joie comme elle le dit en affirmant : « Je ne trouve pas de terme pour lui rendre les actions de grâces spécialement dans cette mémorable faveur de Le posséder au Très Saint Sacrement de l’Autel. » Pour elle et toutes les Filles séculières de la congrégation de Notre-Dame, le fait que, dans le tabernacle de la chapelle de leur communauté, Jésus soit présent dans la réserve eucharistique — soit une réserve d'une ou plusieurs hosties consacrées — c'est avoir Dieu à la maison. Elle dira d'ailleurs : « le souverain de tous les êtres, le Créateur de toutes choses, a bien voulu prendre place dans cette maison. »

#### Une vie d'adoration et de prière
Pour Marguerite Bourgeoys, toute sa vie doit être tournée vers Dieu. Elle le vit dans l'amour du prochain, dans les relations en communauté, dans son amour pour la Vierge Marie et pour Dieu, mais elle le vit aussi intensément dans la prière.
Pour elle, c'est tout le cœur des croyants qui doit être envahi par Dieu. Elle affirme « que l’on ne porte pas assez d’attention à la prière, car si elle ne part pas du cœur qui doit être son centre, elle n’est qu’un songe qui ne produit rien, car la prière doit être dans la pensée, la parole et l’exécution. » La prière « doit partir du cœur qui est son centre », qui est le centre de tout être humain et de tout croyant. De plus, la prière ne doit pas être remise à plus tard. Elle affirme avec force que « [L’esprit du croyant] doit être prompt à s’élever à Dieu, à L’adorer et à penser à ce qu’il demande de nous. »
Pour Marguerite Bourgeoys, la prière n'est pas une considération magique mais un acte volontaire qui doit se faire en toute conscience. Pour elle, il s'agit « d'être attentif à ce que l’on demande, à ce que l’on promet et à ce que l’on doit faire pour Dieu », car prier permet de donner une orientation à sa vie et elle doit rejaillir dans la vie de tous les jours. Marguerite Bourgeoys affirme qu'il faut emporter « de l’oraison quelque bonne pensée qui puisse servir le long du jour ».
De plus, pour Marguerite Bourgeoys, la prière et la méditation permettent au cœur des croyants et des êtres humains de changer, de porter du fruit. C'est donc un chemin de conversion car pour elle « si le cœur est ouvert au soleil de la grâce [par la prière et la méditation], on voit des fleurs de bonne odeur s’épanouir qui font voir qu’on a bien profité de la parole de Dieu. »

#### Être toute unie à Dieu
Fondamentalement, pour Marguerite Bourgeoys, aider son prochain, enseigner, vénérer la Vierge Marie, adorer le Christ dans l'eucharistie, prier et méditer, c'est tourner toute sa vie vers Dieu. C'est la lui offrir. Pour Marguerite Bourgeoys, Dieu est celui « auquel on s’attache inséparablement ». C'est pourquoi, dans une prière, elle demande pour elle et pour ses compagnes : « Que nous n’ayons jamais d’autre contentement que de vivre en Vous [Dieu] et avec Vous [Dieu]. » Par son attitude intense d'intimité profonde avec Dieu le Père, le Fils et le Saint Esprit, Marguerite Bourgeoys peut véritablement être considérée comme une mystique.

## Le portrait peint de Marguerite Bourgeoys

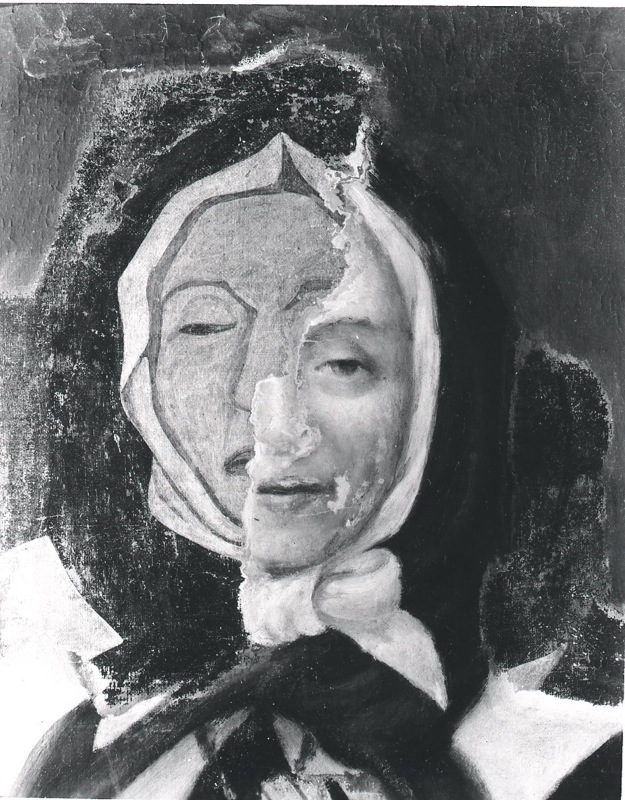
Portrait de Marguerite Bourgeoys au cours de la restauration par Edward O. Korany, septembre 1963.

Un peu après sa mort, Marguerite Le Moyne de Sainte-Marie, la supérieure de la congrégation, demande à son cousin peintre, Pierre Le Ber qui est le frère de Jeanne Le Ber, de réaliser le portrait de Marguerite Bourgeoys. L'évènement est relaté ainsi par une religieuses de la congrégation : « Monsieur LeBer, le fils, ayant été prié de tirer le portrait de notre chère Mère [Marguerite Bourgeoys], un peu après qu'elle fût morte, il vint chez nous à cet effet, après avoir communié pour elle à notre chapelle; mais il se trouva si incommodé d'un mal de tête qui lui prit, qu'il lui fut impossible de l'entreprendre. 
Une de nos Sœurs lui donna un peu de cheveux de notre Mère défunte, qu'il mit sous sa perruque, et en même temps, il se sentit si soulagé qu'il se mit à l'œuvre avec une facilité que lui et ceux qui le regardaient ne purent s'empêcher d'admirer. » Le seul jour où le corps de Marguerite est exposé dans la chapelle de la communauté, il réalise une ébauche qui lui servira à peindre le portrait demandé. Les sœurs font ensuite embaumer le cœur de leur fondatrice afin que les fidèles puissent venir se recueillir devant ce dernier durant un mois. « Le 12 février 1700, le cœur, enchâssé dans une boîte en plomb, fut « mis au-dedans de la muraille du chœur ». 
C'est à ce moment que le portrait peint par Le Ber fut suspendu au-dessus de cette niche. » Ce portrait, exposé depuis 1998 au musée Marguerite-Bourgeoys, a connu de nombreuses restaurations et retouches, à un point tel que des doutes sont nés sur son authenticité.
En effet le tableau a souvent été déplacé et a échappé de justesse aux flammes de l'incendie qui ravagea la chapelle des religieuses de la congrégation Notre-Dame en 1768. Depuis 1860, il a été retiré de la chapelle et est conservé à la maison-mère, où il fut sauvé de l'incendie de 1893 (destruction de la cinquième maison-mère de la communauté). De 1908 à 1961, il était accroché dans la salle du conseil général de la congrégation. 
Face à la facture moderne du portrait, les doutes sur l'authenticité du portrait se font si forts que les religieuses mandatent un spécialiste en art canadien ancien, Jean Palardy, pour analyser la peinture. De 1963 à 1964, afin de retrouver le visage d'origine de la fondatrice, caché sous de nombreuses couches de peinture, les religieuses font restaurer l’œuvre. On découvre alors un portrait post mortem, c'est-à-dire réalisé à la mort de la fondatrice, qui est considéré comme une œuvre majeure du patrimoine artistique et religieux du Canada.

## Vénération et culte

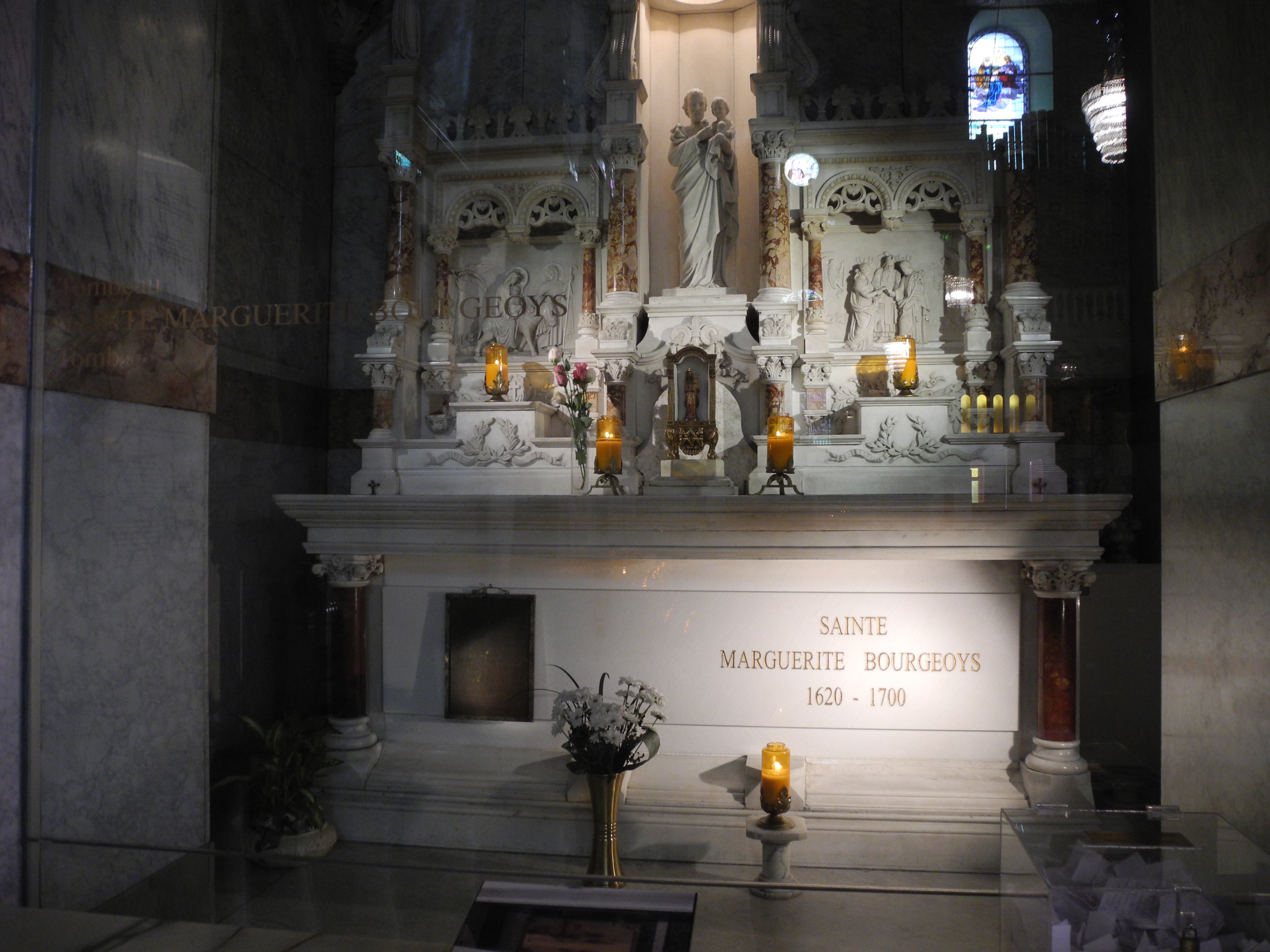
Tombeau de Marguerite Bourgeoys dans la chapelle Notre-Dame-de-Bon-Secours à Montréal.

Durant sa vie et à sa mort, Marguerite Bourgeoys avait acquis une réputation de sainte et nombre de personnes assistèrent à ses obsèques, comme le montre le témoignage écrit d'un prêtre de la colonie qui écrivit : « La sœur Bourgeoys mourut hier matin…; Il n’y a jamais eu tant de prêtres ni de religieux dans l’église de Montréal qu’il n’y en avait ce matin aux obsèques de cette bonne fille… Si les saints se canonisaient comme autrefois, par la voix du peuple et du clergé, on dirait demain la messe de sainte Marguerite du Canada. »
Morte en odeur de sainteté, de nombreuses personnes se mirent à venir se recueillir et vénérer ses reliques. Son cœur fut conservé à la maison-mère de la congrégation Notre-Dame et son corps fut gardé à la paroisse de Ville-Marie.
De 1766 à 2005, ses restes mortels ont été inhumés à la maison-mère de la congrégation de Notre-Dame de Montréal. Depuis le 24 avril 2005, ils ont été déposés dans l’autel latéral gauche de la chapelle Notre-Dame-de-Bon-Secours, située dans le Vieux-Montréal.
Le 19 juin 1910, le pape Pie X la déclare vénérable. Le 12 novembre 1950, deux miracles ayant été reconnus officiellement, elle est béatifiée par le pape Pie XII.
Le 2 avril 1982, le pape Jean-Paul II promulgue un décret de miracle pour une guérison attribuée à son intercession et, le 31 octobre suivant, il canonise à Rome celle que les catholiques invoquent maintenant sous le nom de sainte Marguerite Bourgeoys. Sa fête est célébrée le 12 janvier, dans certains calendriers liturgiques régionaux le 19.

## Une congrégation canadienne
En 1680, Marguerite Bourgeoys fait un troisième voyage en France afin d'obtenir de nouveaux renforts et défendre le caractère non cloîtré de sa communauté. L’évêque de Québec, monseigneur de Laval, alors à Paris, ne lui permet pas de ramener des recrues. Ce sont les filles du pays qui contribueront à la progression de son œuvre. Au recensement de 1681, la Congrégation compte déjà sept canadiennes parmi les dix-huit sœurs. En 1700, à la mort de Marguerite Bourgeoys, la communauté compte quarante religieuses.

## Trois siècles d'évolution et de rayonnement

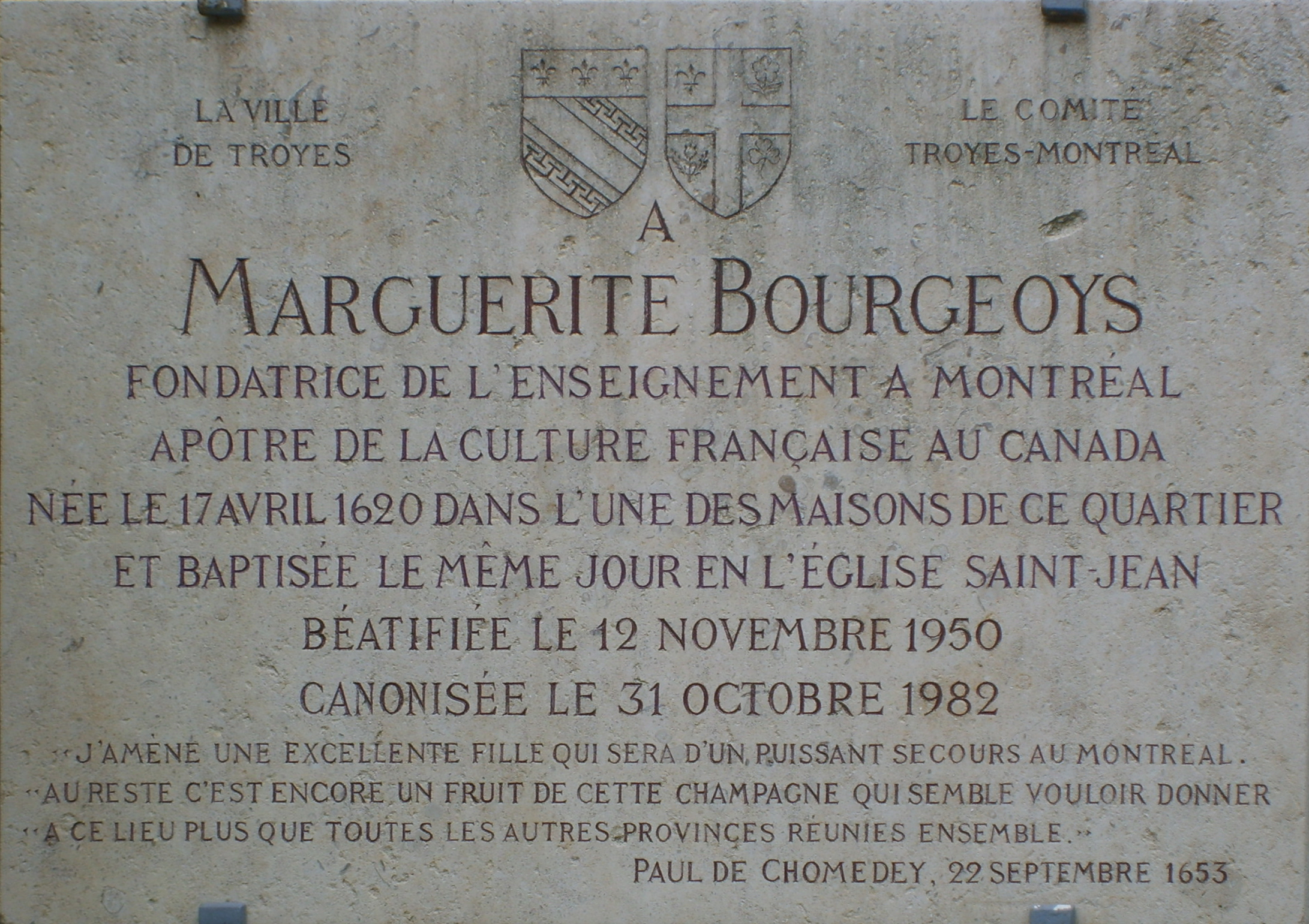
Plaque commémorative « Marguerite Bourgeoys » située sur le fronton de l'église Saint-Jean à Troyes dans le département de l'Aube (France).

L’action éducative et apostolique de Marguerite Bourgeoys se perpétue grâce à l’engagement de ses filles. Les sœurs de la congrégation de Notre-Dame de Montréal œuvrent dans les champs d’activités les plus divers : l’école, la promotion sociale, la pastorale familiale, paroissiale ou diocésaine. On les retrouve dans plusieurs provinces de Québec et ailleurs au Canada. Un élan missionnaire les a conduites aux États-Unis en 1860, au Japon en 1932, en Amérique latine en 1962, au Cameroun en 1970 et en France en 1981.
En 1961, la communauté comptait 6 644 religieuses réparties dans 262 maisons au Canada, aux États-Unis et au Japon. L'ensemble de ces religieuses s'occupait, en 1961, de 100 000 élèves.
Depuis 20 ans, une expérience tente de faire revivre la « congrégation externe » établie par Marguerite Bourgeoys. Les « personnes associées » sont des laïcs qui s’inspirent de la spiritualité de Marguerite Bourgeoys pour orienter leur vie chrétienne et leur engagement dans l’Église. En 2015, la congrégation de Notre-Dame de Montréal était présente sur quatre continents : Canada, États-Unis, Japon, Honduras, Guatemala, El Salvador, Cameroun et France.

## Cofondatrice de l’Église canadienne
Considérée comme la cofondatrice de Montréal avec Jeanne Mance, ainsi que cofondatrice de l’Église du Canada, Marguerite Bourgeoys est aussi appelée la « mère de la colonie ». Soulignant cet aspect de l’œuvre de Marguerite Bourgeoys, lors de la canonisation de la sainte canadienne, le pape Jean-Paul II a d'ailleurs dit : « Pour sainte Marguerite Bourgeoys, on retiendra surtout sa contribution originale à la promotion des familles, enfants, futurs époux, parents. Elle qu’on a pu appeler à Montréal la « Mère de la colonie », elle aurait pu dire comme saint Paul : « Avec vous, nous avons été pleins de douceur, comme une mère qui entoure de soins ses nourrissons. Ayant pour vous une telle affection, nous voudrions vous donner non seulement l’Évangile de Dieu, mais tout ce que nous sommes ». »

## Œuvre écrite
Marguerite Bourgeoys a assez peu écrit et ne l'a fait que tardivement dans sa vie. En plus de la rareté de ses écrits, ces derniers ont pour beaucoup disparu dans plusieurs incendies.
En 1683, du vivant de Marguerite Bourgeoys, la maison-mère est détruite par un incendie. Des sœurs meurent et de nombreux documents de la communauté partent en fumée.
En 1768, plusieurs manuscrits de Marguerite Bourgeoys brûlent dans l'incendie de la maison-mère.
En 1867, les religieuses font faire des copies des manuscrits de leur fondatrice lors du procès informatif pour sa cause en béatification. Ces copies ont alors été conservées à l'archevêché de Montréal.
En 1893, l'original conservé chez les sœurs ayant été très gravement endommagé par un nouvel incendie, ces dernières font faire une transcription des écrits de leur fondatrice.
Aujourd'hui, les archives de la maison-mère possèdent :
- la copie des écrits de Marguerite Bourgeoys de 1893 ;
- le microfilm de la copie de 1867 ;
- le microfilm de la copie de 1868 qui avait été envoyée au Vatican ;
- les photostats reliés des copies de 1867 et 1868.

Les écrits de Mère Bourgeoys : autobiographie et testament spirituel, Congrégation Notre-Dame, 1964, 302 p.

## Hommages
L'avenue Marguerite-Bourgeoys a été nommée en son honneur, en 1923, dans la ville de Québec. 
Le parc Marguerite-Bourgeoys a été nommée aussi en son honneur, en 1970, dans l'ancienne ville de Loretteville maintenant présent dans la ville de Québec.

## Annexes

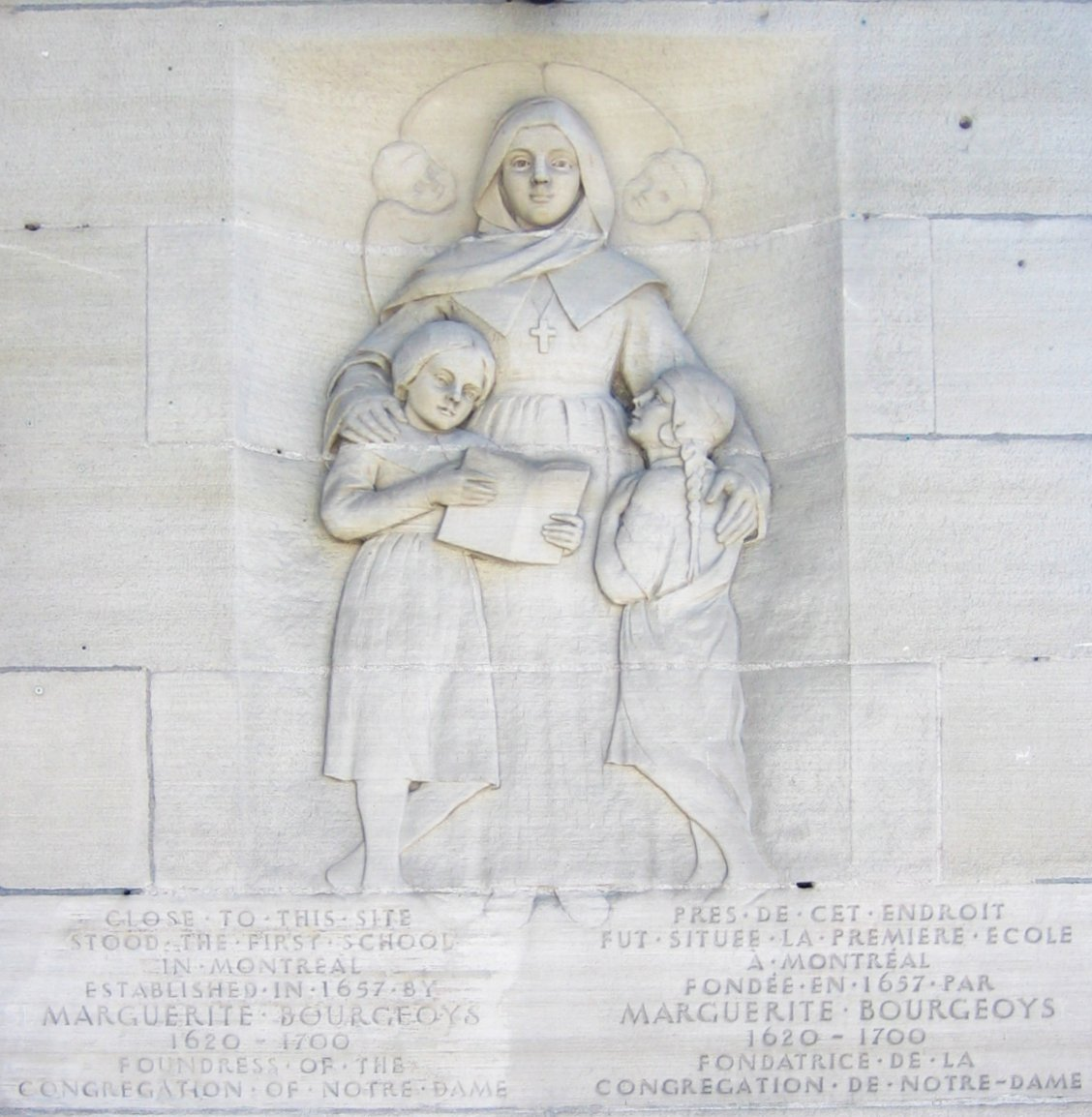
Statue de Marguerite Bourgeoys, boulevard Saint-Laurent, coin Royer est, à Montréal.